# Muối và bệnh tim mạch

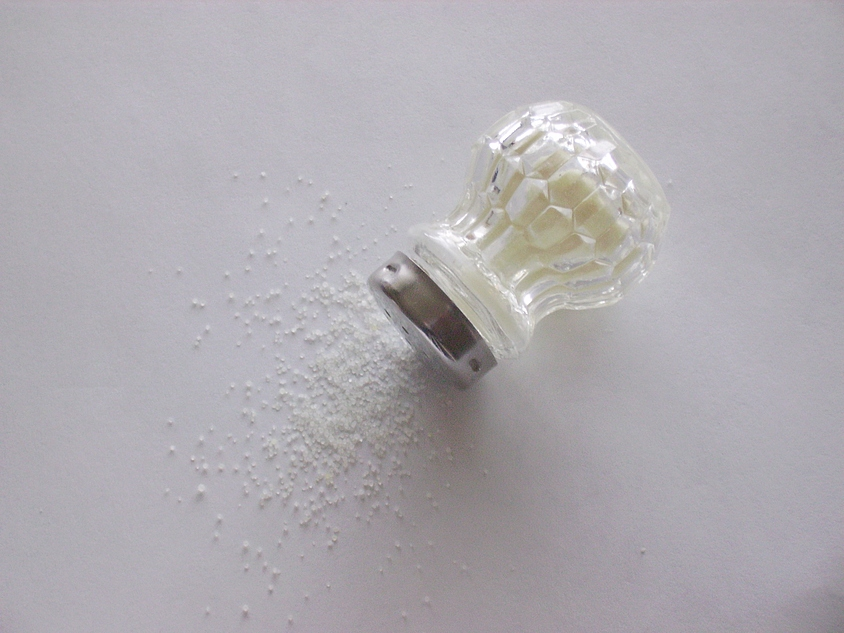
Muối ăn

Việc tiêu thụ muối đã được nghiên cứu kỹ lưỡng về vai trò trong sinh lý học của con người cũng như những tác động của nó lên sức khỏe. Đặc biệt, tiêu thụ lượng muối quá mức trong một khoảng thời gian dài có liên quan đến cao huyết áp và bệnh tim mạch, và những ảnh hưởng về sức khỏe khác. Muối ăn thông thường chứa natri chloride.

## Tác động của muối lên huyết áp

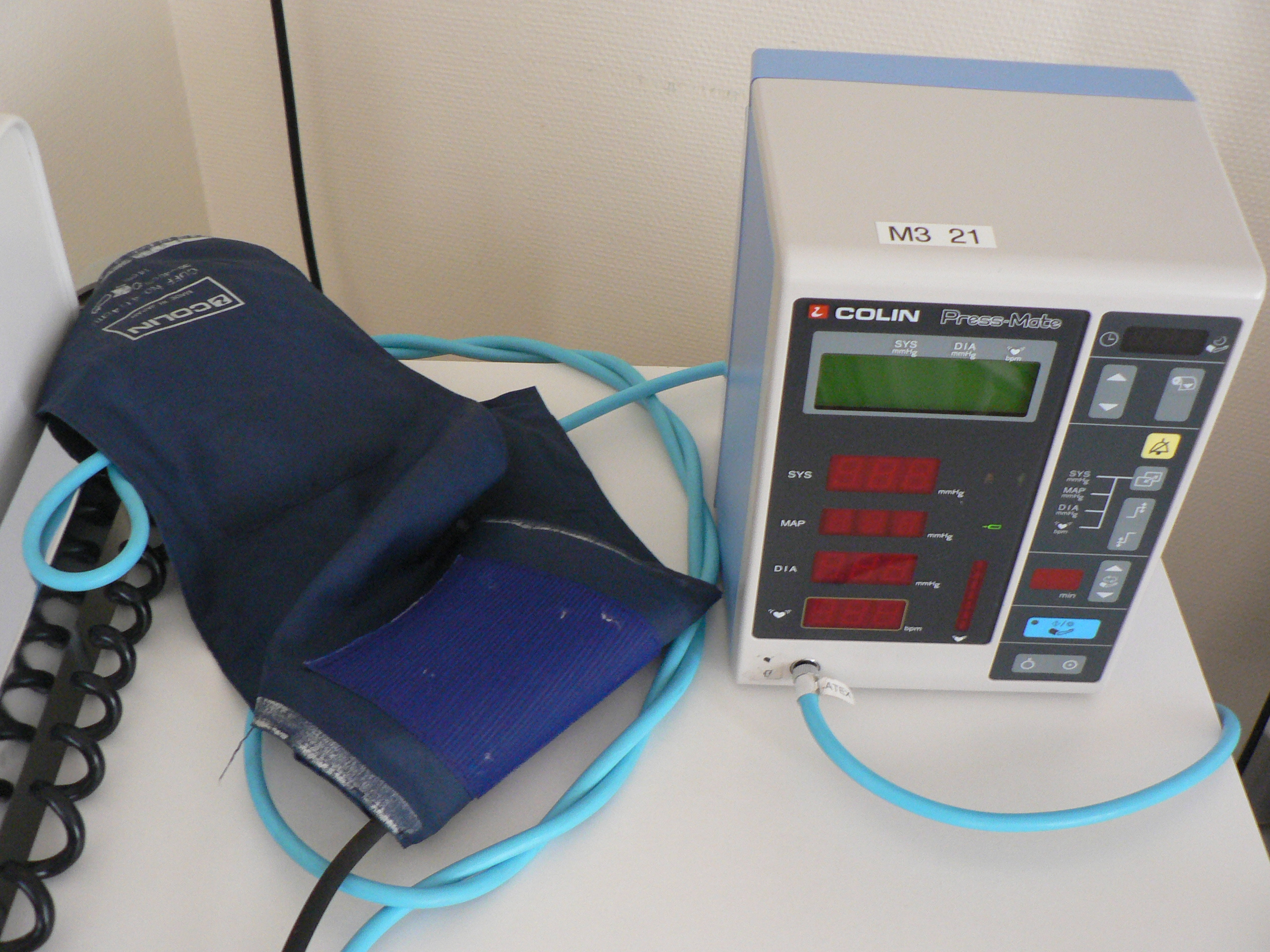
Thiết bị điện tử đo huyết áp tự động

Cơ thể con người đã tiến hóa để cân bằng lượng muối đưa vào cơ thể với nhu cầu cần thiết thông qua hệ renin-angiotensin. Ở người, muối có chức năng sinh học quan trọng. Liên quan đến nguy cơ bệnh tim mạch, lượng muối cao có mối liên kết chặt chẽ với việc duy trì thể tích thể dịch trong cơ thể, bao gồm sự cân bằng thẩm thấu trong máu, dịch ngoại bào và dịch nội bào, và điện thế nghỉ màng tế bào.
Hiệu ứng được biết đến nhiều của natri đối với huyết áp có thể được giải thích bằng cách so sánh máu với dung dịch có độ mặn thay đổi bởi lượng muối ăn vào. Thành động mạch như những màng thấm có chọn lọc, cho phép các chất tan, bao gồm natri và chloride, đi xuyên qua (hoặc không), tùy thuộc vào mức độ thẩm thấu.
Thế nước (đặc trưng trạng thái nhiệt động của nước trong mô) và chất tan trong cơ thể duy trì huyết áp trong máu, cũng như các chức năng khác như điều hòa nhiệt độ cơ thể. Khi muối được hấp thụ, nó được hòa tan trong máu dưới dạng hai ion riêng biệt – Na+ and Cl−. Thế nước trong máu sẽ giảm do tăng chất tan, và huyết áp thẩm thấu sẽ tăng lên. Trong khi thận phản ứng lại bằng cách bài tiết natri dư thừa và chloride trong cơ thể, giữ nước làm cho huyết áp tăng lên.

## Tăng huyết áp và bệnh tim mạch
Đã có các bằng chứng rõ ràng trong nghiên cứu dịch tễ học, những thí nghiệm can thiệp con người và động vật hỗ trợ mối liên kết giữa tỷ lệ lượng muối ăn vào với tăng huyết áp. Đánh giá Cochrane và phân tích tổng hợp từ các thử nghiệm lâm sàng cho thấy giảm lượng natri ăn vào làm giảm huyết áp ở các đối tượng tăng huyết áp và huyết áp bình thường. Vì việc kiểm soát tăng huyết áp giúp giảm nguy cơ mắc bệnh tim mạch, nên việc tiêu thụ muối là một yếu tố nguy cơ đối với sức khỏe tim mạch. Tuy nhiên, để có nghiên cứu chính xác hơn về mức tiêu thụ natri đối với nguy cơ mắc bệnh tim mạch, các nghiên cứu dài hạn trên mẫu lớn sử dụng cả biến số chế độ ăn uống và sinh hóa là điều cần thiết. Một số nghiên cứu cho thấy các nhóm có chế độ ăn giảm natri có tỷ lệ mắc bệnh tim mạch thấp hơn trong tất cả các nhóm nhân khẩu học và đặc biệt ở nhóm huyết áp thấp hơn. Một nghiên cứu cho thấy tỷ lệ mắc bệnh tim mạch thấp hơn sau 15 năm thực hiện chế độ giảm natri trong một thử nghiệm ngẫu nhiên.
Cần thêm nhiều dữ liệu để hỗ trợ kết luận cho các nghiên cứu quan sát đã bị lỗi thiết kế. Nhiều nghiên cứu trong số này không đủ lớn, cũng không đủ lâu dài để đưa ra kết luận mức ảnh hưởng của lượng natri ăn vào lên bệnh suất và tử vong. Những kết quả vội vàng trước đây và giải thích chưa đủ thuyết phục từ các nghiên cứu không thực nghiệm có thể bắt nguồn từ phương pháp đo natri. Nghiên cứu của Cook và cộng sự không chỉ ra cách độc lập để thay đổi natri. Các kỹ thuật giảm natri bao gồm tuân thủ nhật ký thực phẩm và đọc nhãn mác. Cook và cộng sự đã liệt kê ra những hiệu ứng thay đổi từ kỹ thuật này, như giảm mỡ và calo mỗi ngày (11g, 200cal) và giảm cân từ 1 đến 3 pound. A 2014 Đánh giá Cochrane năm 2014 đã tìm thấy bằng chứng cho thấy việc giảm muối ngăn ngừa bệnh tim mạch, nhưng độ lớn hiệu quả là không chắc chắn và "lớn hơn dự đoán từ việc giảm huyết áp phần nhỏ đạt được".